# Кружково (Ярославская область)
Кружково — деревня в Переславском районе Ярославской области на реке Кубре.

## История
Сельцо Новосельского стана, принадлежавшее до 1559 года Митрофану (в мире Михаилу) Шапкину Заболоцкому и братьям Ивану и Денису Фёдоровичам Чертенковым, по их данной 1559 года приложено в Горицкий монастырь, который владел им до секуляризации 1764 года.